# 良弁
良辨（ろうべん、りょうべん、持統天皇3年（689年） - 宝亀4年閏11月24日（774年1月10日））は、奈良時代の華厳宗の僧。東大寺の開山。通称を金鐘行者といった。

## 生涯

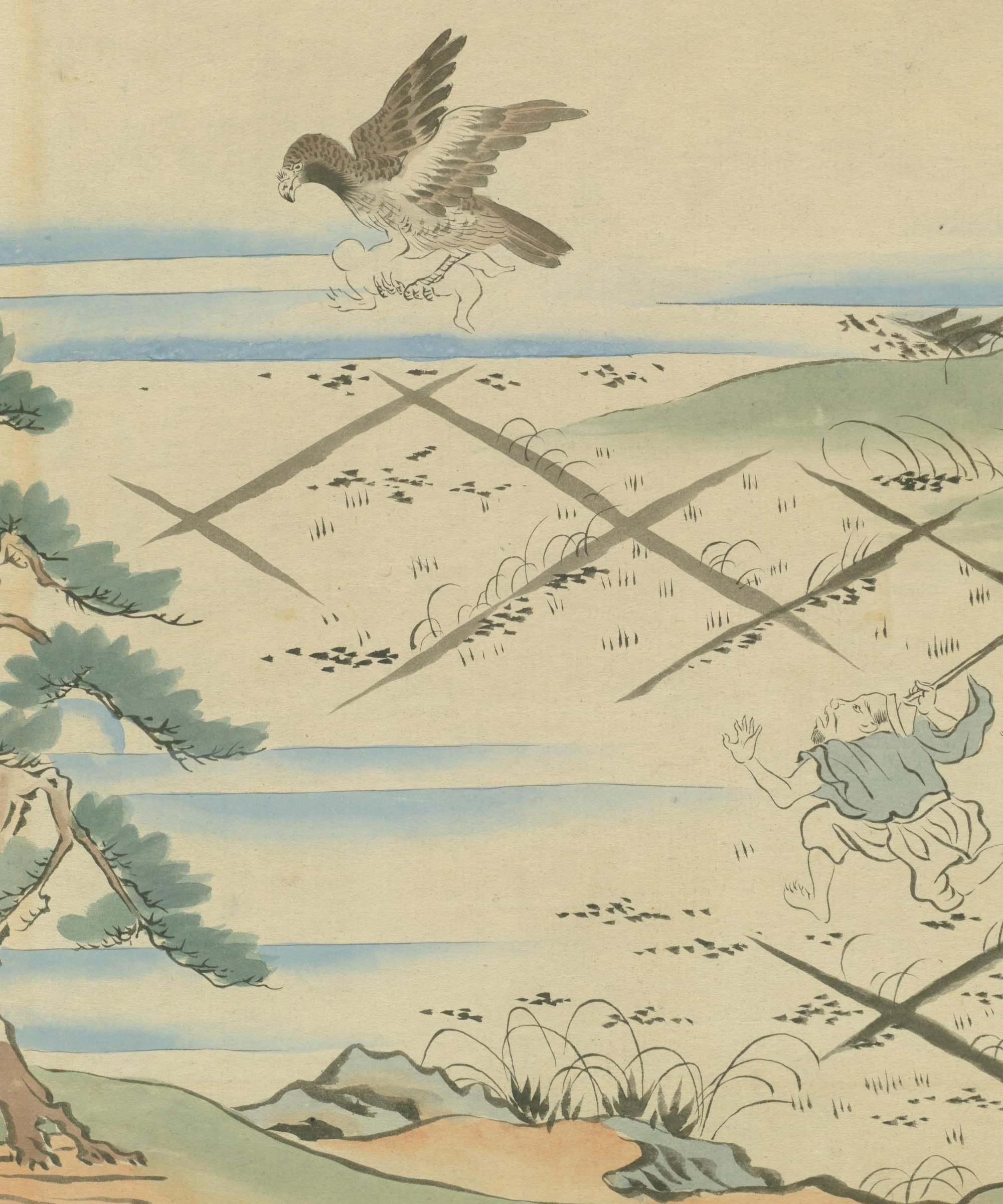
鷲にさらわる嬰児の頃。国会図書館所蔵・土佐光起『執金剛神縁起』絵巻より

持統3年（689年）、相武国造後裔の漆部氏の出身である漆部直足人の子として生まれる。鎌倉生まれと言われ、義淵に師事した。別伝によれば、近江国の百済氏の出身、又は、若狭国小浜下根来生まれで、母親が野良仕事の最中、目を離した隙に鷲にさらわれて、奈良の二月堂前の杉の木に引っかかっているのを義淵に助けられ、僧として育てられたと言われる。東大寺の前身に当たる金鐘寺に住み、後に全国を探し歩いた母と30年後、再会したとの伝承もある。しかし現在では別人ではないかとされているなど、史実であるかは定かでない。ただし、幼少より義淵に師事して法相唯識を学んだのは事実である。
さらに慈訓について学び、華厳宗の奥義を受ける。東山（奈良県生駒市）に隠棲し、自ら彫刻した執金剛神像を安置して、日々鍛錬して修行にはげみ、金鐘行者の異名をえたところ、聖武天皇の耳にとまり、羂索院を賜り、これがのちに改名されて金鐘寺となった。
天平12年（740年）、『華厳経』の講師として金鐘寺に審祥を招いた。聖武天皇の勅により、天平14年（742年）には金鐘寺が大和国分寺に指定。天平17年（745年）に律師となる。天平勝宝4年（751年）には、東大寺大仏建立の功績により東大寺の初代別当となった。天平勝宝8歳（756年）には鑑真とともに大僧都に任じられる。その後、天平宝字4年（760年）8月に仏教界の粛正のために、慈訓、法進とともに、僧階（三色十三階制）を改めるよう奏上した。聖武天皇の看病禅師も務めている。
近江志賀の石山寺の建立に関わったことも『石山寺縁起絵巻』や、『元亨釈書』にくわしい。
宝亀4年（773年）には、 僧正に任命され、その年の閏11月24日没。東大寺開山堂には「良弁僧正坐像」（国宝）が安置されている。伊勢原市の大山寺の開基とも言われる。

## 関連作品
- 『良辨杉由来』 - 人形浄瑠璃・歌舞伎の作品。作者不詳、初演：明治20年2月、大阪彦六座。
- 『火の鳥 鳳凰編』 - 手塚治虫の漫画作品。
- 『二月堂良弁杉』 - 奈良の昔話。奈良市の市民劇団がミュージカルや紙芝居で上演している。

## 関連文献
- 『論集 東大寺創建前後』東大寺、ザ・グレイトブッダ・シンポジウム論集　第2号、2004年